# Championnat d'Europe masculin de rink hockey 2010
Navigation
Championnat d'Europe masculin 2008 Championnat d'Europe masculin 2012
Le Championnat d'Europe de rink hockey masculin 2010 est la 49e édition de la compétition organisée par le Comité européen de rink hockey qui réunit tous les deux ans les meilleures nations européennes. Cette édition a lieu à Wuppertal, en Allemagne, dans la salle du Wuppertal Unihalle, du 5 au 11 septembre 2010.
L'équipe d'Espagne remporte son sixième titre européen consécutif.

## Infrastructures

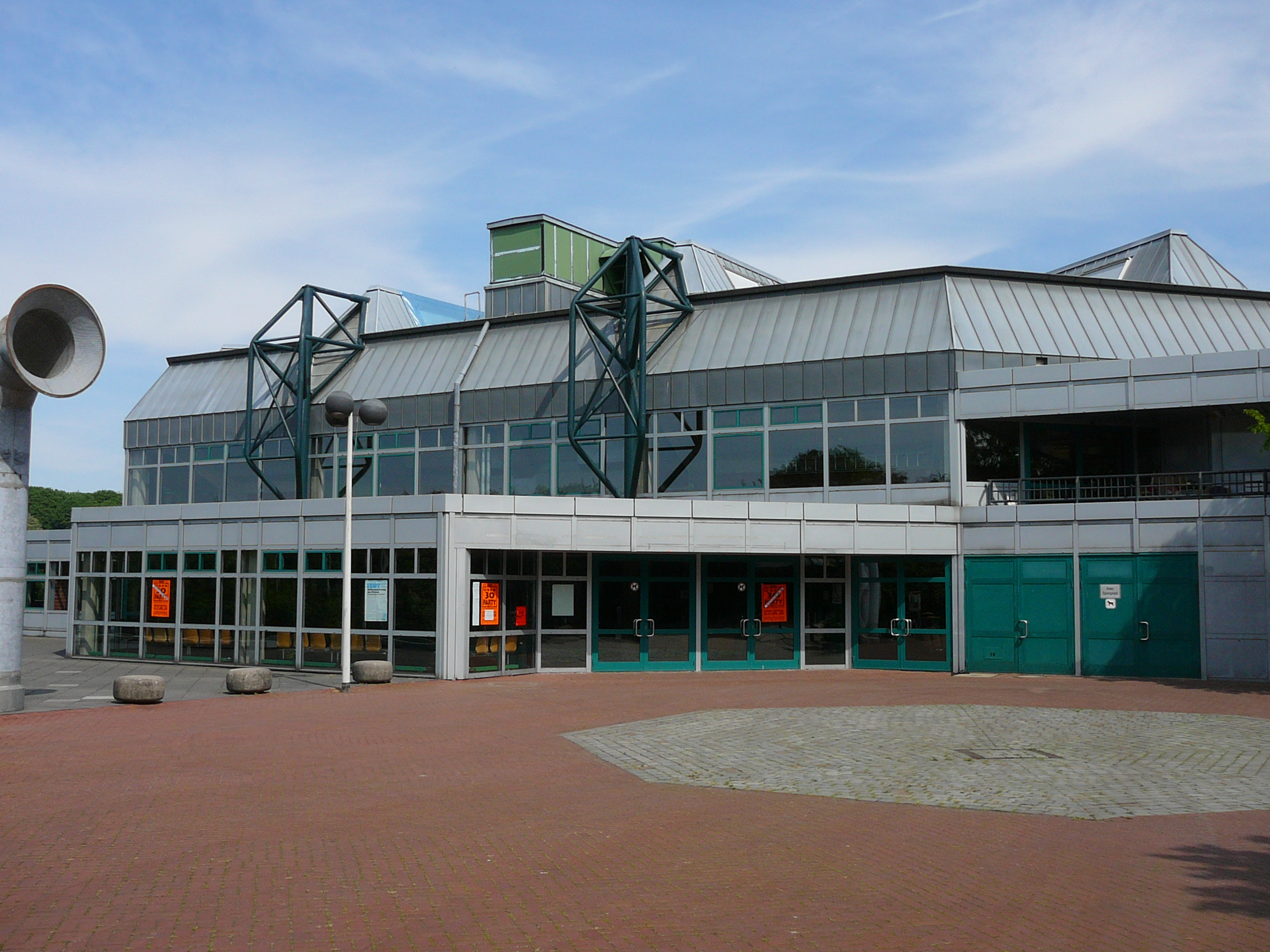
Le Wuppertal Unihalle.

Le Wuppertal Unihalle est un complexe comprenant une salle de plus de 4000 places et disposant d'un parking de 800 places.

## Déroulement
La compétition est divisée en deux phases.
Durant la phase de poules, les 8 équipes sont réparties dans deux groupes où chaque participant rencontre une fois tous ses adversaires. Lors de cette première phase, les équipes se voient attribuer respectivement 3 points, 1 point et 0 point pour une victoire, un nul et une défaite.
La phase finale, toutes les équipes participantes sont qualifiées pour les quarts de finale, quelle que soit leur place dans le groupe. Les équipes échouant au stade des quarts de finale se rencontrent ensuite dans un tournoi afin de déterminer le classement final.

## Équipes
| Groupe A |
| -------- |
| Espagne  |
| France   |
| Suisse   |
| Autriche |

| Groupe B   |
| ---------- |
| Portugal   |
| Italie     |
| Allemagne  |
| Angleterre |

## Phase de poule

### Première journée:5septembre2010
| Entraîneur : |
| Sven Steup   |

| Entraîneur :  |
| Carlos Amaral |

| Entraîneur : |
| Sven Steup   |

| Entraîneur :  |
| Carlos Amaral |

### Deuxième journée:6septembre2010
| Entraîneur :   |
| Fabien Savreux |

| Entraîneur :         |
| Juan Antonio Zabalia |

| Entraîneur :   |
| Fabien Savreux |

| Entraîneur :         |
| Juan Antonio Zabalia |

| Entraîneur :   |
| Carlos Feriche |

| Entraîneur :   |
| Stefan Reichen |

| Entraîneur :   |
| Carlos Feriche |

| Entraîneur :   |
| Stefan Reichen |

| Entraîneur : |
| Rui Neto     |

| Entraîneur :       |
| Alessandro Cuspiti |

| Entraîneur : |
| Rui Neto     |

| Entraîneur :       |
| Alessandro Cuspiti |

### Troisième journée:7septembre2010
| Entraîneur :         |
| Juan Antonio Zabalia |

| Entraîneur :   |
| Stefan Reichen |

| Entraîneur :         |
| Juan Antonio Zabalia |

| Entraîneur :   |
| Stefan Reichen |

| Entraîneur :   |
| Carlos Feriche |

| Entraîneur :   |
| Fabien Savreux |

| Entraîneur :   |
| Carlos Feriche |

| Entraîneur :   |
| Fabien Savreux |

| Entraîneur :  |
| Carlos Amaral |

| Entraîneur : |
| Rui Neto     |

| Entraîneur :  |
| Carlos Amaral |

| Entraîneur : |
| Rui Neto     |

| Entraîneur : |
| Sven Steup   |

| Entraîneur :       |
| Alessandro Cuspiti |

| Entraîneur : |
| Sven Steup   |

| Entraîneur :       |
| Alessandro Cuspiti |

### Quatrième journée:8septembre2010
| Entraîneur :   |
| Fabien Savreux |

| Entraîneur :   |
| Stefan Reichen |

| Entraîneur :   |
| Fabien Savreux |

| Entraîneur :   |
| Stefan Reichen |

| Entraîneur :   |
| Carlos Feriche |

| Entraîneur :         |
| Juan Antonio Zabalia |

| Entraîneur :   |
| Carlos Feriche |

| Entraîneur :         |
| Juan Antonio Zabalia |

| Entraîneur :       |
| Alessandro Cuspiti |

| Entraîneur :  |
| Carlos Amaral |

| Entraîneur :       |
| Alessandro Cuspiti |

| Entraîneur :  |
| Carlos Amaral |

| Entraîneur : |
| Sven Steup   |

| Entraîneur : |
| Rui Neto     |

| Entraîneur : |
| Sven Steup   |

| Entraîneur : |
| Rui Neto     |

### Classement

#### Groupe A
| Rang | Équipe   | Pts | J | G | N | P | Bp | Bc | Diff |
| ---- | -------- | --- | - | - | - | - | -- | -- | ---- |
| 1    | Espagne  | 9   | 3 | 3 | 0 | 0 | 27 | 0  | +27  |
| 2    | Suisse   | 6   | 3 | 2 | 0 | 1 | 13 | 9  | +4   |
| 3    | France   | 3   | 3 | 1 | 0 | 2 | 9  | 13 | -4   |
| 4    | Autriche | 0   | 3 | 0 | 0 | 3 | 1  | 28 | -27  |

#### Groupe B
| Rang | Équipe     | Pts | J | G | N | P | Bp | Bc | Diff |
| ---- | ---------- | --- | - | - | - | - | -- | -- | ---- |
| 1    | Portugal   | 9   | 3 | 3 | 0 | 0 | 23 | 3  | +20  |
| 2    | Italie     | 4   | 3 | 1 | 1 | 1 | 9  | 9  | 0    |
| 3    | Allemagne  | 4   | 3 | 1 | 1 | 1 | 10 | 11 | -1   |
| 4    | Angleterre | 0   | 3 | 0 | 0 | 3 | 6  | 25 | -19  |

## Phase finale
|  | Quarts de finale       | Quarts de finale        |                         |                         | Demi-finales            | Demi-finales            |   |  | Finale                  | Finale                  |
|  | Quarts de finale       | Quarts de finale        |                         |                         | Demi-finales            | Demi-finales            |   |  | Finale                  | Finale                  |
|  |                        |                         |                         |                         |                         |                         |   |  |                         |                         |
|  | 9 septembre 2010 17h00 | 9 septembre 2010 17h00  |                         |                         | 10 septembre 2010 19h00 | 10 septembre 2010 19h00 |   |  | 11 septembre 2010 21h00 | 11 septembre 2010 21h00 |
|  | 9 septembre 2010 17h00 | 9 septembre 2010 17h00  |                         |                         | 10 septembre 2010 19h00 | 10 septembre 2010 19h00 |   |  | 11 septembre 2010 21h00 | 11 septembre 2010 21h00 |
|  | Espagne                | 11                      |                         |                         | 10 septembre 2010 19h00 | 10 septembre 2010 19h00 |   |  | 11 septembre 2010 21h00 | 11 septembre 2010 21h00 |
|  | Espagne                | 11                      |                         |                         | 10 septembre 2010 19h00 | 10 septembre 2010 19h00 |   |  | 11 septembre 2010 21h00 | 11 septembre 2010 21h00 |
|  | Angleterre             | 1                       |                         |                         | 10 septembre 2010 19h00 | 10 septembre 2010 19h00 |   |  | 11 septembre 2010 21h00 | 11 septembre 2010 21h00 |
|  | Angleterre             | 1                       | Espagne                 | 4                       |                         |                         |   |  | 11 septembre 2010 21h00 | 11 septembre 2010 21h00 |
|  | 9 septembre 2010 19h00 |                         | Espagne                 | 4                       |                         |                         |   |  | 11 septembre 2010 21h00 | 11 septembre 2010 21h00 |
|  |                        | France                  | 0                       |                         |                         |                         |   |  | 11 septembre 2010 21h00 | 11 septembre 2010 21h00 |
|  | France                 | France                  | 0                       | 3                       |                         |                         |   |  | 11 septembre 2010 21h00 | 11 septembre 2010 21h00 |
|  | France                 |                         |                         | 3                       |                         |                         |   |  | 11 septembre 2010 21h00 | 11 septembre 2010 21h00 |
|  | Italie                 | 2                       |                         |                         |                         |                         |   |  | 11 septembre 2010 21h00 | 11 septembre 2010 21h00 |
|  | Italie                 | 2                       | Espagne                 | 8                       |                         |                         |   |  |                         |                         |
|  | 9 septembre 2010 15h00 |                         | Espagne                 | 8                       |                         |                         |   |  |                         |                         |
|  |                        | Portugal                | 2                       |                         |                         |                         |   |  |                         |                         |
|  | Suisse                 | Portugal                | 2                       | 0                       |                         |                         |   |  |                         |                         |
|  | Suisse                 | 10 septembre 2010 21h00 |                         | 0                       |                         |                         |   |  |                         |                         |
|  | Allemagne              | 2                       |                         |                         |                         |                         |   |  |                         |                         |
|  | Allemagne              | 2                       | Allemagne               | 1                       |                         |                         |   |  |                         |                         |
|  | 9 septembre 2010 21h00 | 9 septembre 2010 21h00  | Allemagne               | 1                       | Match pour la 3e place  | Match pour la 3e place  |   |  |                         |                         |
|  | 9 septembre 2010 21h00 | 9 septembre 2010 21h00  |                         | Portugal                | Match pour la 3e place  | Match pour la 3e place  | 6 |  |                         |                         |
|  | Autriche               | 0                       | 11 septembre 2010 19h00 | 11 septembre 2010 19h00 |                         |                         | 6 |  |                         |                         |
|  | Autriche               | 0                       | 11 septembre 2010 19h00 | 11 septembre 2010 19h00 |                         |                         |   |  |                         |                         |
|  | Portugal               | 23                      |                         | France                  | 1(2)                    |                         |   |  |                         |                         |
|  | Portugal               | 23                      |                         | France                  | 1(2)                    |                         |   |  |                         |                         |
|  |                        |                         |                         |                         |                         |                         |   |  | Allemagne               | 1(0)                    |
|  |                        |                         |                         |                         |                         |                         |   |  | Allemagne               | 1(0)                    |

| Champion d'Europe 2010 de rink hockey |
| ------------------------------------- |
| ESPAGNE Quinzième titre               |

## Matchs de classement
|  | Demi-finales | Demi-finales |          |   | 5e place | 5e place |
|  | Demi-finales | Demi-finales |          |   | 5e place | 5e place |
|  |              |              |          |   |          |          |
|  |              |              |          |   |          |          |
|  |              |              |          |   |          |          |
|  | Angleterre   | 3            |          |   |          |          |
|  | Angleterre   | 3            |          |   |          |          |
|  | Italie       | 5            |          |   |          |          |
|  | Italie       | 5            | Italie   | 4 |          |          |
|  |              |              | Italie   | 4 |          |          |
|  |              | Suisse       | 2        |   |          |          |
|  | Suisse       | Suisse       | 2        | 4 |          |          |
|  | Suisse       |              |          | 4 |          |          |
|  | Autriche     | 1            |          |   |          |          |
|  | Autriche     | 1            | 7e place |   |          |          |
|  |              |              |          |   |          |          |
|  |              |              |          |   |          |          |
|  |              |              |          |   |          |          |
|  | Angleterre   | 8            |          |   |          |          |
|  | Angleterre   | 8            |          |   |          |          |
|  | Autriche     | 3            |          |   |          |          |
|  | Autriche     | 3            |          |   |          |          |

## Classement final
| Place | Équipe     |
| ----- | ---------- |
| 1     | Espagne    |
| 2     | Portugal   |
| 3     | France     |
| 4     | Allemagne  |
| 5     | Italie     |
| 6     | Suisse     |
| 7     | Angleterre |
| 8     | Autriche   |

## Classement des buteurs
14 buts
- Ricardo Oliveira

11 buts
- Pedro Gil
- Luis Viana

10 buts
- Jordi Bargallo

9 buts
- Reinaldo Ventura

8 buts
- Pascal Kissling
- Josep Maria Ordeig
- Marc Torra

6 buts
- Jens Berendt
- Jordi Adroher
- Ricardo Barreiros

5 buts
- Juan Travasino
- James Taylor

4 buts
- Marco Bernadowitz
- Marc Waddingham
- Andreas Munger
- Dominik Wirth
- Pedro Moreira
- Tiago Rafael
- André Azevedo
- Sergio Festa
- Davide Motaran
- Francesco De Rinaldis
- Anthony Weber